# シルクハット

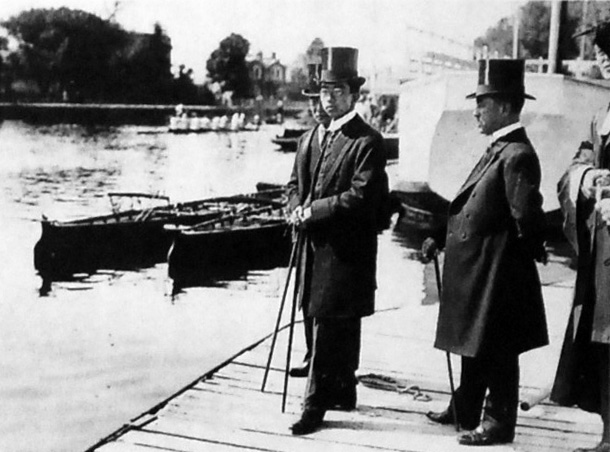
1921年（大正10年）、シルクハットを被りイギリスのオックスフォード大学でボートレースを見物する皇太子裕仁親王（後の昭和天皇）

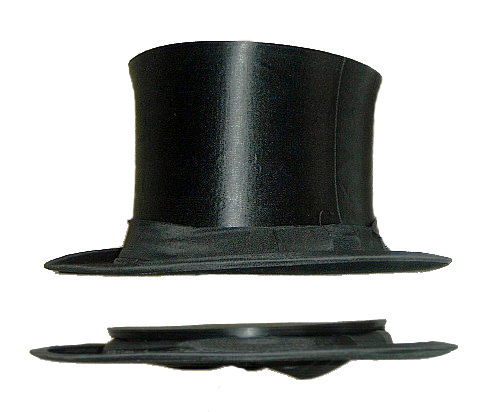
オペラハット：折りたたみ可能なシルクハット

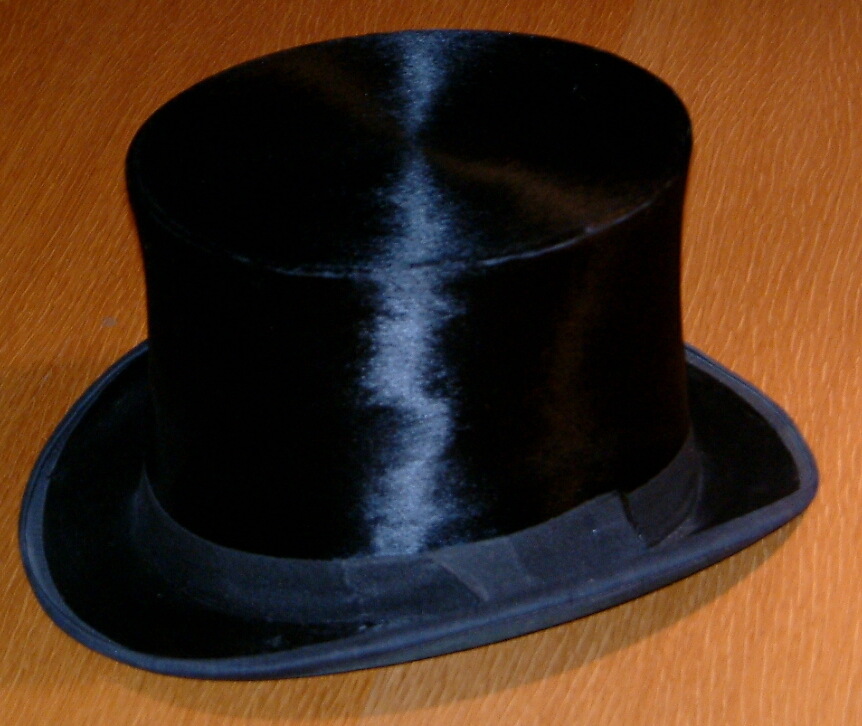
シルクハット

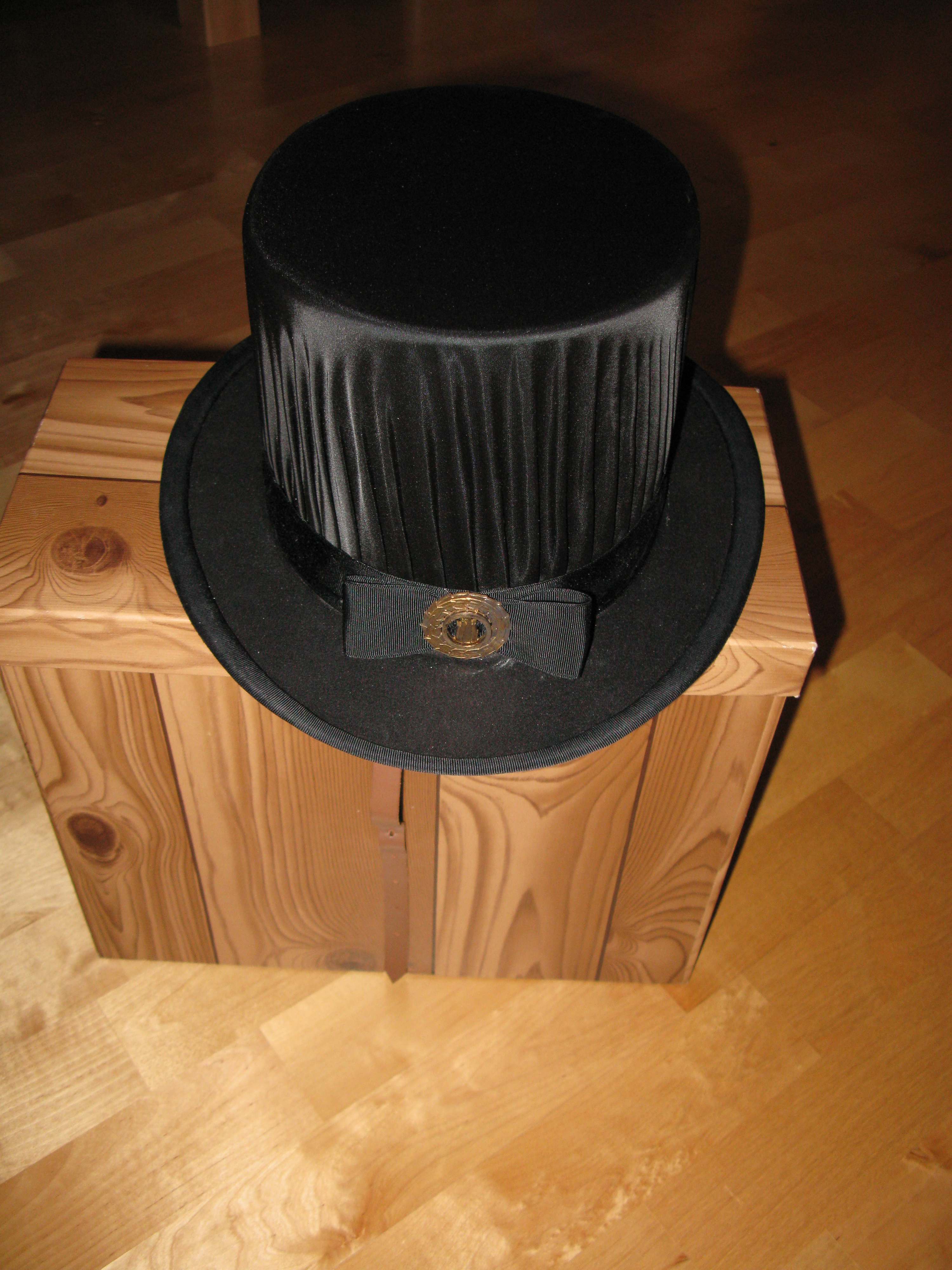
シルクハット

シルクハット（絹帽、英: silk hat）は、燕尾服（テールコート）およびモーニングコート着用時に用いる、第一正礼装用の紳士帽子である。

## 概要
クラウンが円筒状で高く頂上がたいらで、つばの両側がそり上がり、へりが鋭角に折り返っている絹製の帽子のことをさす。作られた当初はビーバーの毛皮を用いた帽子であり、ビーバーハット等と呼ばれていた。後に絹（シルク）が使われるようになったのでシルクハットと呼ばれ、その呼称が日本では一般に定着している。
シルクを使うようになったのは、乱獲によりビーバーが絶滅寸前になったための代用である。アルバート王子の影響を受けたともいわれている。日本で一般的にシルクハットと呼ばれるものは帽子の形を指しているが、その意味では英語ではトップハット（top hat, top-hat）が一般的に用いられる。これは親しみを込めて"topper"とも呼ばれることがある。英語でのシルクハットは絹製のトップハットを指し、絹製であることを強調するために用いられる。シルクハットという言葉はあるが形を指す場合はトップハットと呼ばれる。

## 歴史
ジョン・ヘザリントン（John Hetherington）が1797年につくったものが最初のものといわれている。作られた当初はビーバーの毛皮を用いて作られていたが、後に絹が用いられるようになった。
アメリカではトップハットとして19世紀にはストーブパイプハット（stovepipe hat）が流行した。これはリンカーンが大統領時代にかぶり人気となったもの。トップハットにはさまざまな形があるが、これはパイプのように直線的であり、トップとボトムは広がらず、一般的なトップハットよりも高さがある。
その後、トップハットは、クラウン部内側にヒンジ付のフレームを使い折りたたむことができるようなものができた。これはオペラハット（opera hat）やジャイブス（Gibbus）ともよばれた。オペラハットやジャイブスはトップハットと同義にも、また、高さのある男性用のフォーマルな帽子に対しても使われる。1920年代にはハイハット（high hat）とも呼ばれていた。
19世紀後半になると、トップハットは、一般的なファッションとしては次第に用いられないようになる。中流階級は山高帽や、ソフト帽のようなソフトなフェルトの帽子を使うようになった。これらはシティーライフに便利であるうえ、大量生産に適していた。
トップハットは、熟練者の手作りでなければ作れなかった。トップハットは上流階級向けとなり、皮肉や批判の対象ともなった。第一次世界大戦末頃には日常生活ではほとんど用いられなくなった。1930年（昭和5年）後半には、昼間のモーニングスーツやイブニング用のタキシードや燕尾服などの礼服に合わせるためだけのものとなっていた。
政治や国際外交などの特定の分野では、まだ使用されていた。誕生したばかりのソビエト連邦では外交官が国際的慣習に従ってトップハットをかぶるか否かについて激しい論争がなされ、投票により賛成派が多数を占めた。この論争の背景には、プロパガンダ用のポスターにおいて、シルクハットを被った燕尾服姿の男性がプロレタリアート（労働者）階級やソビエト政府に敵対するブルジョワジー（資本家）の象徴としてしばしば扱われていた事情がある。
トップハットは、正礼装を舞台衣装とした名残りとしてマジックショーでよく使われる。また、パーティーでの服装でも合わせられることがある。
現在もトップハットを愛用する人物としては、ガンズ・アンド・ローゼズのギタリスト、スラッシュが有名。
現在、トップハットのウールのフェルトや綿、ポリエステルなどの安価なイミテーションものが燕尾服やモーニング用に作られている。通常ストープパイプ型でフラットブリム(つばが平ら)の仕様であり、きちんと作られた毛皮や絹製のものはかなり高価なものとなる。